# Zagorje (Ogulin)
 Zagorje  falu Horvátországban, Károlyváros megyében. Közigazgatásilag Ogulinhoz tartozik.

## Fekvése
Károlyvárostól 42 km-re délnyugatra, községközpontjától 8 km-re délre, a Zagorska Mrežnica forrása közelében fekszik. Zagorje vidéke az ogulini térség vízben leggazdagabb része, melyet számos, halakban és rákokban bővelkedő patak öntöz. Több kisebb tó is található itt, melyek közül legjelentősebb a Šmitovo tó. A falu két településrésze Kolići és Luketići. Utóbbiból származik az amerikai horvát baráti társaság (CFU) elnökének Bernard M. Luketichnek a családja.

## Története
A települést már a modrusi uradalom 1486-os urbáriuma említi. A Zagorje nevet eredetileg nemcsak a falu viselte, hanem a Sabljaki tótól délre húzódó, a Veljun domb és a Velika Kapela között elterülő völgy is, amelybe történetileg beletartozott a mai Donje Zagorje, Gornje Zagorje, Desmerice, Ribarići és Zagorje falvak teljes területe. Zagorje 1789-ig az ogulini plébániához tartozott. Első temploma még a 17. században épült, a másodikat 1714-ben szentelték fel. A 18. század harmadik negyedében építették fel a plébániatemplomot, mely 1789-től önálló plébánia székhelye lett. Ezt állapota miatt 1837-ben le kellett bontani és 1839-re készült el a mai plébániatemplom. A falu első iskolája 1835-ben az ogulini határőr ezredparancsnokság megbízásából épült. Ez az épület azonban a 19. század végére tönkrement, ezért 1874-ben kiköltöztek belőle. Az iskola új épülete csak 1907-ben készült el. A tanulók száma azonban csak a századfordulóra haladta meg a százat. A falunak 1857-ben 284, 1910-ben 252 lakosa volt. Trianonig Modrus-Fiume vármegye Ogulini járásához tartozott. Az addig önálló iskola 1978-ban elveszítette önállóságát és az ogulini alapiskola kihelyezett területi iskolája lett. 2011-ben 115 lakosa volt. A településnek önkéntes tűzoltóegylete (DVD Zagorje), művészeti és kulturális egyesülete (KUD Sveti Juraj), labdarúgóklubja (NK Mladosti Zagorje) működik.

## Lakosság
| Lakosság változása | Lakosság változása | Lakosság változása | Lakosság változása | Lakosság változása | Lakosság változása | Lakosság változása | Lakosság változása | Lakosság változása | Lakosság változása | Lakosság változása | Lakosság változása | Lakosság változása | Lakosság változása | Lakosság változása | Lakosság változása |
| ------------------ | ------------------ | ------------------ | ------------------ | ------------------ | ------------------ | ------------------ | ------------------ | ------------------ | ------------------ | ------------------ | ------------------ | ------------------ | ------------------ | ------------------ | ------------------ |
| 1857               | 1869               | 1880               | 1890               | 1900               | 1910               | 1921               | 1931               | 1948               | 1953               | 1961               | 1971               | 1981               | 1991               | 2001               | 2011               |
| 284                | 661                | 722                | 248                | 227                | 252                | 230                | 241                | 339                | 286                | 265                | 344                | 450                | 427                | 127                | 115                |

## Nevezetességei
- Szent György tiszteletére szentelt plébániatemplomát 1837 és 1839 között építették késő klasszicista, korai historizáló stílusban. Felszentelése 1839 augusztusában volt. Egyhajós épület félköríves szentéllyel, boltozatán ornamentika díszítéssel. A szentély boltozatának freskói a négy evangélistát, az égi bárányt és a Szűzanyát ábrázolják. A főoltárt 1884-ben Jagatić plébános készíttette Szent György vértanú képével, kétoldalt Szent Péter, valamint Szent Pál apostolok szobraival. Felette négykaréjos keretben a Szűzanya képe látható. A négy mellékoltár a Havas Boldogasszony, Szent Vid, Páduai Szent Antal és Jézus Szíve tiszteletére van szentelve. A belső teret Szent Leopold Mandić, Boldog Alojzije Stepinac, Szent Nikola Tavelić és Kis Szent Teréz képei díszítik.
- Desmerice felé eső határában található a Zagorska Mrežnica patak víz alatti forrásbarlangja.
- Tavai közül a legnagyobb a Šmitovo-tó, melyhez a lányt a sárkánytól megmentő Szent György legendája fűződik. Lova patájának nyoma máig fennmaradt a tó melletti sziklában. A tó a Velika Kapela lábánál található, mélysége 60 méter. Kellemes pihenési és fürdési lehetőséget nyújt.
- Barlangjai közül az „emberhal” lelőhelye a Rupećica-barlang a legnevezetesebb.